# Noel Odell
Noel Ewart Odell (25 de desembre de 1890 - 21 de febrer de 1987) va ser un geòleg i alpinista anglès. El 1924 va participar en la Tercera Expedició a l'Everest en la qual van perdre la vida George Mallory i Andrew Irvine quan intentaven assolir el cim.
El 8 de juny de 1924 George Mallory i Andrew Irvine van intentar l'ascens a l'Everest a través de la ruta nord. Odell va informar d'haver-los vist a les 12:50 p.m. pujant un dels principals "esglaons" de l'aresta nord-est i "marxar amb força cap al cim", però no hi ha proves que vagin assolir el cim. No van tornar mai al campament VI i van morir en algun lloc dalt de la muntanya. Odell va ser l'última persona en veure'ls amb vida.
Seguint els passos dels desapareguts, Odell va ascendir en solitari fins als 8.500 metres a la recerca dels dos escaladors, passant dues setmanes per sobre els 7.000 msnm sense ajuda suplementària d'oxigen.
En 1936 Noel Odell i Bill Tilman van assolir el Nanda Devi (7.816 msnm), convertint-se la muntanya més alta escalada fins al 1950. Odell va tornar a l'Everest el 1938 amb l'expedició conduïda per Tilman.
Va ser un destacat escalador en roca, famós per la seva primera ascensió en solitari el 1919 del traçat Tennis Shoe a Idwal Slabs (Snowdonia).
Noel Odell va tenir una dilatada carrera fora del muntanyisme, servint al Royal Engineers a les dues Guerres Mundials, com a consultor en indústries del petroli i de la mineria i com a professor de geologia en diverses universitats del món, incloent la Universitat Harvard.